# 阿纳斯塔西娅·萨莫伊洛娃
阿纳斯塔西娅·萨莫伊洛娃（1997年1月19日—），旧姓克拉夫切诺卡（Kravčenoka），是一名拉脱维亚女子沙滩排球运动员。她曾在拉脱维亚大学修读教育管理专业，以及在陶格夫匹尔斯大学修读教育学专业。她运动生涯最主要的搭档是季娜·格劳季尼亚，两人于2013年开始搭档。她的丈夫Mihails Samoilovs是一名排球运动员，两人于2022年9月结婚。